# Borophagus orc
Borophagus orc — вимерлий вид роду Borophagus підродини Borophaginae, групи псових, ендемічних для Північної Америки (Флорида, Північна Кароліна) з 10.3 до 4.9 млн років тому.

## Огляд
Borophagus, як і інші Borophaginae, широко відомі як "кістотрощильні" або "гієноподібні" собаки. Хоча він і не був наймасовішим борофагіном за розміром або вагою, він мав більш високорозвинену здатність хрускіти кістками, ніж попередні, більші роди, такі як Epicyon, що, здається, є еволюційною тенденцією групи (Turner, 2004). В епоху пліоцену Borophagus почали витіснятися такими родами Canis, як Canis edwardii, а пізніше Canis dirus. Ранні види Borophagus до недавнього часу відносили до роду Osteoborus, але зараз ці роди вважаються синонімами. Borophagus orc, ймовірно, вів гієноподібний спосіб життя, збираючи трупи нещодавно померлих тварин.